# Quận Warren, Ohio
Quận Warren là một quận thuộc tiểu bang Ohio, Hoa Kỳ. Quận lỵ đóng ở Lebanon6
Dân số theo điều tra năm 2000 của Cục điều tra dân số Hoa Kỳ là 158.383 người, dân số thời điểm 1/7/2006 ước tính là 201.861 người. Quận được đặt tên theo tiến sĩ Joseph Warren, một anh hùng của chiến tranh cách mạng Mỹ qua đời ở trận Bunker Hill.

## Địa lý
Theo Cục điều tra dân số Hoa Kỳ, quận này có diện tích 1054 km2, trong đó có 19 km2 là diện tích mặt nước.